# ألفارو مونتيرو
ألفارو مونتيرو (بالإسبانية: Álvaro Montero)‏ (5 نوفمبر 1989 بمدريد في إسبانيا - ) هو لاعب كرة قدم إسباني في مركز الهجوم. لعب مع ريال خاين ونادي سمورة ونادي كارتاخينا وAD Alcorcón B ‏ وريال سوسيداد ديبورتيفا الكالا ونادي ألميريا ب وAD Villaviciosa de Odón ‏ وDeportivo Aragón ‏.

## وصلات خارجية
- ألفارو مونتيرو على موقع قاعدة بيانات كرة القدم.إي يو (الإنجليزية)
- ألفارو مونتيرو على موقع Soccerway.com (الإنجليزية)
- ألفارو مونتيرو على موقع AS.com (الإسبانية)